# 태국의 국장
태국의 국장은 1911년에 제정되었다. 힌두교와 불교의 상징인 가루다를 형상화한 디자인이다. 가루다 문장은 태국의 왕실과 정부를 상징하는 문장으로 사용되고 있으며 정부에서 발행하는 문서와 서류에도 사용되고 있다.

## 역대 태국의 국장

태국의 국장 (1873년-1910년)

## 같이 보기
- 인도네시아의 국장